# Los Catutos
Los Catutos es una localidad del departamento Zapala, en la provincia del Neuquén, Argentina. Se ubica a 20 km de la ciudad de Zapala.

## Población
Contó con 356 habitantes (Indec, 2010), lo que representó un  crecimiento del 18,5% frente a los 281 habitantes (Indec, 2001) del censo anterior.
La población se compuso de 185 varones y 171 mujeres, lo que arrojó un índice de masculinidad del 108.19%. En tanto, las viviendas pasaron a ser 131.
Según el censo 2022 se conoció una población dentro del municipio de 510 habitantes y 199 viviendas.Además, el censo dio a conocer datos de su composición poblacional (176 hombres 178 mujeres), población urbana sin población rural dispersa o localidades dispersas en el municipio (354) densidad y área urbana.
| Gráfica de evolución demográfica de Los Catutos entre 1991 y 2022 |
|                                                                   |
| Fuente: Censos nacionales del INDEC                               |